# Афанасьевский район
Афана́сьевский район — административно-территориальная единица (район) на востоке Кировской области России. В рамках организации местного самоуправления в границах района существует муниципальное образование Афанасьевский муниципальный округ (с 2004 до 2022 гг. — муниципальный район).
Административный центр — посёлок городского типа Афанасьево.

## География
Площадь — 5230 км². Район граничит с Омутнинским и Верхнекамским районами Кировской области, а также с Пермским краем и Удмуртией.

## История
Первое упоминание в документах о селе Зюздине-Афанасьеве относится к 1607 году. В то время территория района относилась к Кайгородскому уезду, принадлежавшему Пермской земле. Сведения об административно-территориальном делении земли до начала XVIII века скудны. Упоминаются уезды, станы, волости.
В 1718 году Кайгород с уездом был включён в состав Вятской провинции Сибирской губернии. В 1727 году Вятская провинция была переведена из Сибирской губернии в Казанскую губернию. В 1780 году Вятская провинция и часть уездов Казанской провинции образовали Вятское наместничество. Центром наместничества стал город Вятка (тогда же переименованный в город Хлынов). Наместничество было разделено на 13 округ, в том числе Глазовскую и Кайгородскую.
В 1796 году Вятское наместничество преобразовано в губернию. Вятская губерния была разделена на 10 уездов, в том числе Глазовский…
Кайгородский уезд был упразднён, а его территория причислена к Глазовскому и Слободскому уездам.
Согласно декрету ВЦИК от 5 января 1921 года в Вятской губернии образован Омутнинский уезд (центр — г. Омутнинск) из части волостей Глазовского уезда, в том числе Георгиевской, Бисеровской, Афанасьевской, Гординской и части волостей Слободского уезда.
В 1929 году образован Нижегородский край, в который включили территорию Вятской губернии. Постановлением Президиума ВЦИК РСФСР от 10 июня 1929 года утверждена сеть районов, в том числе создан Зюздинский район с центром в селе Афанасьево. Новый район был сформирован из волостей Омутнинского уезда: Бисеровской (с 1924 г. — включена территория Георгиевской), Афанасьевской, Гординской. С этого момента он становится самостоятельной административно-территориальной единицей в составе Вятского округа Нижегородского края.
В 1935 году из Зюздинского района был выделен Бисеровский, который просуществовал 20 лет. С 1934 года район — в составе Кировского края, с 1936 года — Кировской области. В сентябре 1955 года в состав Зюздинского района вошла территория ликвидированного Бисеровского района.
В 1963 году район переименован в Афанасьевский с центром в селе Афанасьеве, которое преобразовано в рабочий посёлок решением Кировского облисполкома № 439 от 11 июля 1966 года.

## Население
| 1970    | 1979    | 1989    | 2002    | 2009    | 2010    | 2011    | 2012    | 2013    |
| ------- | ------- | ------- | ------- | ------- | ------- | ------- | ------- | ------- |
| 28 631  | ↘22 677 | ↘19 041 | ↘16 961 | ↘14 575 | ↘13 848 | ↘13 776 | ↘13 331 | ↘13 068 |
| 2014    | 2015    | 2016    | 2017    | 2018    | 2019    | 2020    | 2021    |         |
| ↘12 956 | ↘12 790 | ↘12 693 | ↘12 547 | ↘12 274 | ↘12 026 | ↘11 685 | ↘11 262 |         |

### Урбанизация
Городское население (рабочий посёлок Афанасьево) составляет  30,48 % от всего населения района (округа).

### Национальный состав
- Русские — 96,4 %,
- коми-пермяки-зюздинцы — 2,1 %.

## Населённые пункты
В Афанасьевский район (муниципальный округ) входят 202 населённых пункта, в том числе один городской (рабочий посёлок) и 201 сельский населённый пункт.
| №   | Населённый пункт     | Тип     | Население |
| --- | -------------------- | ------- | --------- |
| 1   | Афанасьево           | пгт     | ↘3433     |
| 2   | Аверины              | деревня | 80        |
| 3   | Акиловская           | деревня | 0         |
| 4   | Алешата              | деревня | 26        |
| 5   | Алёшкины             | деревня | 45        |
| 6   | Аксёново             | деревня | 12        |
| 7   | Андриенки            | деревня | 12        |
| 8   | Антоненки            | деревня | 7         |
| 9   | Анфиногеново         | деревня | 10        |
| 10  | Архипята             | деревня | 210       |
| 11  | Афонята              | посёлок | 101       |
| 12  | Бармята              | деревня | 26        |
| 13  | Бело-Пашино          | деревня | 15        |
| 14  | Бисерово             | село    | 805       |
| 15  | Большие Некрасовы    | деревня | 67        |
| 16  | Бор                  | деревня | 26        |
| 17  | Бор                  | посёлок | 630       |
| 18  | Боринская            | деревня | 13        |
| 19  | Боровичата           | деревня | 39        |
| 20  | Бузмаковская         | деревня | 14        |
| 21  | Булыжино             | деревня | 0         |
| 22  | Булычевы             | деревня | 0         |
| 23  | Ванино               | деревня | 113       |
| 24  | Ваньки               | деревня | 30        |
| 25  | Варанкины            | деревня | 356       |
| 26  | Васенки              | деревня | 129       |
| 27  | Васильевская         | деревня | 43        |
| 28  | Васильевская 1-я     | деревня | 10        |
| 29  | Васильевская 2-я     | деревня | 0         |
| 30  | Васькино             | деревня | 8         |
| 31  | Ваулинская           | деревня | 42        |
| 32  | Вахрамеево           | деревня | 5         |
| 33  | Верхказаковы         | деревня | 1         |
| 34  | Верхнее Камье        | село    | 78        |
| 35  | Верхняя Кедра        | деревня | 22        |
| 36  | Верхняя Колотовка    | деревня | 34        |
| 37  | Верхняя Нярпа        | деревня | 2         |
| 38  | Верхняя Тимофеевская | деревня | 77        |
| 39  | Волоковые            | деревня | 8         |
| 40  | Володята             | деревня | 21        |
| 41  | Воронушка            | деревня | 9         |
| 42  | Вышка                | деревня | 9         |
| 43  | Галанино             | деревня | 5         |
| 44  | Георгиево            | село    | 182       |
| 45  | Гожемята             | деревня | 3         |
| 46  | Головино             | деревня | 40        |
| 47  | Гордино              | село    | 569       |
| 48  | Горьковская          | деревня | 14        |
| 49  | Грибановская         | деревня | 2         |
| 50  | Грибята              | деревня | 1         |
| 51  | Григорьевская        | деревня | 2         |
| 52  | Гришата              | деревня | 1         |
| 53  | Гришонки             | деревня | 1         |
| 54  | Даньки               | деревня | 35        |
| 55  | Дмитриевская         | деревня | 1         |
| 56  | Доронята             | деревня | 0         |
| 57  | Дурины               | деревня | 4         |
| 58  | Евдокимово           | деревня | 3         |
| 59  | Евсята               | деревня | 0         |
| 60  | Егоровская           | деревня | 0         |
| 61  | Езжа                 | деревня | 62        |
| 62  | Елушата              | деревня | 0         |
| 63  | Емелевы              | деревня | 4         |
| 64  | Ефремята             | деревня | 112       |
| 65  | Жарковы              | деревня | 162       |
| 66  | Закамо-Воробьевская  | деревня | 28        |
| 67  | Заручей              | деревня | 0         |
| 68  | Зяблово              | деревня | 0         |
| 69  | Ивановская           | деревня | 66        |
| 70  | Ивановская 1-я       | деревня | 24        |
| 71  | Илюши                | деревня | 125       |
| 72  | Ионичи               | деревня | 1         |
| 73  | Ичетовкины           | деревня | 722       |
| 74  | Казаковы             | деревня | 62        |
| 75  | Камский              | посёлок | 377       |
| 76  | Карагай              | деревня | 35        |
| 77  | Карасюрово           | деревня | 56        |
| 78  | Керкашер             | деревня | 3         |
| 79  | Ключевская           | деревня | 4         |
| 80  | Кобылача             | деревня | 3         |
| 81  | Кондратьевская       | деревня | 10        |
| 82  | Конкины              | деревня | 152       |
| 83  | Константиновская     | деревня | 50        |
| 84  | Коньковы             | деревня | 86        |
| 85  | Корабли              | деревня | 39        |
| 86  | Корогово             | деревня | 3         |
| 87  | Костино              | деревня | 56        |
| 88  | Кочевы               | деревня | 2         |
| 89  | Крючковская          | деревня | 0         |
| 90  | Кувакуш              | деревня | 179       |
| 91  | Кузнецово            | деревня | 10        |
| 92  | Кулигашур-1          | деревня | 1         |
| 93  | Кулигашур-2          | деревня | 0         |
| 94  | Лаврушата            | деревня | 32        |
| 95  | Лазаневская          | деревня | 2         |
| 96  | Лазаневы             | деревня | 70        |
| 97  | Лазуковы             | деревня | 115       |
| 98  | Лаптаха              | деревня | 0         |
| 99  | Ларенки              | деревня | 18        |
| 100 | Левенки              | деревня | 2         |
| 101 | Лома                 | деревня | 36        |
| 102 | Лучкины              | деревня | 59        |
| 103 | Лучники              | деревня | 2         |
| 104 | Лытка                | деревня | 494       |
| 105 | Любихино             | деревня | 13        |
| 106 | Макаровская          | деревня | 34        |
| 107 | Максимово            | деревня | 0         |
| 108 | Малые Некрасовы      | деревня | 8         |
| 109 | Марковская           | деревня | 18        |
| 110 | Марковская           | деревня | 0         |
| 111 | Матвеевская          | деревня | 0         |
| 112 | Меркучи              | деревня | 7         |
| 113 | Минеевская           | деревня | 4         |
| 114 | Минькино             | деревня | 10        |
| 115 | Мироново             | деревня | 63        |
| 116 | Мироновы             | деревня | 1         |
| 117 | Митрохово            | деревня | 3         |
| 118 | Мишата               | деревня | 24        |
| 119 | Мишино               | деревня | 6         |
| 120 | Московская           | деревня | 238       |
| 121 | Наумовская           | деревня | 0         |
| 122 | Нефедовская          | деревня | 8         |
| 123 | Нижняя Колотовка     | деревня | 84        |
| 124 | Нижняя Никитинская   | деревня | 0         |
| 125 | Нижняя Нярпа         | деревня | 0         |
| 126 | Нижняя Тимофеевская  | деревня | 52        |
| 127 | Никитенки            | деревня | 3         |
| 128 | Никишата             | деревня | 13        |
| 129 | Никулята             | деревня | 0         |
| 130 | Ново-Носковская      | деревня | 0         |
| 131 | Новый Посёлок        | деревня | 2         |
| 132 | Нопино               | деревня | 4         |
| 133 | Октябри              | деревня | 15        |
| 134 | Ожегино              | деревня | 50        |
| 135 | Осиповская           | деревня | 0         |
| 136 | Паржата              | деревня | 2         |
| 137 | Павловская           | деревня | 0         |
| 138 | Павловская 1-я       | деревня | 0         |
| 139 | Пашино               | село    | 291       |
| 140 | Пекушонки            | деревня | 0         |
| 141 | Першино              | деревня | 19        |
| 142 | Петровская           | деревня | 1         |
| 143 | Петровская 1-я       | деревня | 2         |
| 144 | Петрята              | деревня | 8         |
| 145 | Пограничный          | посёлок | 10        |
| 146 | Половинка            | деревня | 0         |
| 147 | Полунята             | деревня | 35        |
| 148 | Порошино             | деревня | 45        |
| 149 | Порубово             | деревня | 153       |
| 150 | Прокопьевская        | деревня | 13        |
| 151 | Пронино              | деревня | 41        |
| 152 | Пура                 | деревня | 104       |
| 153 | Рагоза               | деревня | 50        |
| 154 | Ромаши               | деревня | 143       |
| 155 | Русиново             | деревня | 27        |
| 156 | Сабурово             | деревня | 0         |
| 157 | Савиненки            | деревня | 3         |
| 158 | Савинцы              | село    | 210       |
| 159 | Светлаковы           | деревня | 0         |
| 160 | Светлая Речка        | деревня | 2         |
| 161 | Селезневы            | деревня | 6         |
| 162 | Семеновцы            | деревня | 28        |
| 163 | Сержонки             | деревня | 7         |
| 164 | Слобода              | деревня | 189       |
| 165 | Старо-Носки          | деревня | 12        |
| 166 | Степановская         | деревня | 76        |
| 167 | Стёпины              | деревня | 5         |
| 168 | Сюзьва               | деревня | 105       |
| 169 | Тебеньково           | деревня | 4         |
| 170 | Терешовы             | деревня | 2         |
| 171 | Тимины               | деревня | 0         |
| 172 | Титовы               | деревня | 0         |
| 173 | Томызь               | посёлок | 218       |
| 174 | Торопынино           | деревня | 12        |
| 175 | Трактовые            | деревня | 12        |
| 176 | Трошкино             | деревня | 41        |
| 177 | Турушевы             | деревня | 11        |
| 178 | Уваровская           | деревня | 4         |
| 179 | Угор                 | деревня | 64        |
| 180 | Ужоговка             | деревня | 13        |
| 181 | Урбаровы             | деревня | 0         |
| 182 | Усть-Колыч           | деревня | 7         |
| 183 | Усть-Томызь          | деревня | 1         |
| 184 | Усть-Ченог           | деревня | 13        |
| 185 | Федотята 1-е         | деревня | 13        |
| 186 | Филенки              | деревня | 1         |
| 187 | Фифилята             | деревня | 17        |
| 188 | Фроловская           | деревня | 82        |
| 189 | Харины               | деревня | 63        |
| 190 | Часовня              | деревня | 12        |
| 191 | Чебаны               | деревня | 15        |
| 192 | Черскан              | деревня | 14        |
| 193 | Шабаршата            | деревня | 0         |
| 194 | Шабралуг             | деревня | 3         |
| 195 | Шердынята            | деревня | 148       |
| 196 | Шмырята              | деревня | 0         |
| 197 | Шулаи                | деревня | 82        |
| 198 | Щукино               | деревня | 16        |
| 199 | Щукино               | деревня | 16        |
| 200 | Яковлевская          | деревня | 18        |
| 201 | Яковята              | деревня | 1         |
| 202 | Якунята              | деревня | 1         |

### Упразднённые населённые пункты
- В 2019 году упразднена деревня Игнатьевская[22].

## Муниципальное устройство
В рамках организации местного самоуправления в границах района функционирует Афанасьевский муниципальный округ (с 2004 до 2022 года — муниципальный район).
В 2004 году в муниципальном районе созданы 16 муниципальных образований, в том числе 1 городское (Афанасьевское) и 15 сельских поселений (Берёзовское, Бисеровское, Борское, Верхне-Леманское, Георгиевское, Гординское, Илюшовское, Ичетовкинское, Кувакушское, Лыткинское, Московское, Пашинское, Пуринское, Ромашовское и Савинское сельские поселения).
Законом Кировской области от 27 июля 2007 года был упразднён ряд сельских поселений: Георгиевское (включено в Бисеровское); Берёзовское (включено в Борское); Ромашовское (включено в Пашинское); Верхне-Леманское, Илюшовское, Кувакушское, Московское, Пуринское и Савинское сельские поселения (включены в Ичетовкинское).
С 2007 до 2022 года в муниципальный район входили 7 муниципальных образований, в том числе одно городское и 6 сельских поселений:
1. Афанасьевское городское поселение;
2. Бисеровское сельское поселение;
3. Борское сельское поселение;
4. Гординское сельское поселение;
5. Ичетовкинское сельское поселение;
6. Лыткинское сельское поселение;
7. Пашинское сельское поселение.

В 2022 году муниципальный район и все входившие в его состав городское и сельские поселения были упразднены и объединены в муниципальный округ.

## Председатели райисполкома
С 1929 по 1991 годы в райисполкоме председательствовали:
| Ф. И. О.                                        | Время замещения должности   |
| ----------------------------------------------- | --------------------------- |
| Потапов Петр Кириллович                         | июль 1929 — апрель 1930     |
| Миклин Максим Емельянович                       | апрель 1930 — декабрь 1933  |
| Щелчков Иван Андреевич                          | декабрь 1933 — декабрь 1934 |
| Пряслов Иван Васильевич                         | январь — сентябрь 1935      |
| Чадаев Архип Ильич                              | февраль 1936 — ноябрь 1937  |
| Лотов Дмитрий Алексеевич                        | декабрь 1937 — февраль 1938 |
| Порошин Гавриил Иванович                        | февраль 1938 — февраль 1942 |
| Галкин Дмитрий Максимович                       | март 1942 — январь 1951     |
| Демин Петр Николаевич                           | январь 1951 — ноябрь 1955   |
| Медведев Анатолий Федорович                     | ноябрь 1955 — июль 1958     |
| Давыдов Алексей Степанович                      | август 1958 — ноябрь 1959   |
| Прошкин Василий Сергеевич                       | декабрь 1959 — июль 1960    |
| Давыдов Алексей Степанович                      | июль 1960 — март 1962       |
| Некрасов Николай Николаевич — партийный деятель | апрель 1962 — февраль 1965  |
| Суставов Василий Дмитриевич                     | февраль 1965 — февраль 1973 |
| Пантелеев Аркадий Михайлович                    | август 1973 — август 1979   |
| Коряков Евгений Трофимович                      | август 1979 — ноябрь 1983   |
| Лучников Геннадий Васильевич                    | декабрь 1983 — август 1989  |
| Костров Юрий Давидович                          | август 1989 — апрель 1990   |
| Черанев Геннадий Георгиевич                     | апрель 1990 — январь 1991   |
| Костров Юрий Давидович                          | январь — декабрь 1991       |

## Достопримечательности
- Мемориальная стела на месте дома, в котором жил В. Г. Короленко во времена ссылки (октябрь 1879 — январь 1880 года) в Берёзовских починках.
- Стела-памятник на месте гибели отряда А. И. Соболева в 1918 году, около д. Рагозы.
- Братская могила воинов гражданской войны в п. Афанасьеве.
- В сёлах Георгиеве, Верхнекамье, Гордине, Алешате — могилы погибших в годы гражданской войны.
- Церкви (полуразрушенные) в Кувакуше (старообрядческая), Савинцах, в Афанасьеве.